# シルフィード (鉄道車両)
- 国鉄485系電車 > シルフィード
- 国鉄485系電車 > NO.DO.KA

シルフィード（Sylphide）は、東日本旅客鉄道（JR東日本）が1990年（平成2年）から2001年（平成13年）まで運用していた鉄道車両（電車）で、ジョイフルトレインと呼ばれる車両の一種である。
2001年に再改造を行い、NO.DO.KA（のどか）として2018年（平成30年）まで運用していた。
本項ではNO.DO.KAへの再改造後についても解説を行う。

## 概要
JR東日本新潟支社では、日本国有鉄道（国鉄）時代から継続して12系を改造した6両編成の和式（お座敷）客車（1985年（昭和60年）にサロンカー「サロン佐渡」1両を追加）と、キハ28形・キハ58形カーペット車を運用していた。1987年（昭和62年）には欧風車両である「サロンエクスプレスアルカディア」の運行を開始したが、1988年（昭和63年）3月30日に火災事故を起こし、使用不能となっていた。
当時、新潟支社のジョイフルトレインは、分割民営化以後に首都圏への乗り入れが増加していたが、それまでのジョイフルトレインは一部を除いて客車か気動車であった。このうち客車の場合は機関車の付け替えなどによる要員確保が必要であるほか、気動車の場合は機動性については申し分ないものの走行性能は電車と比べて低いほかブレーキ性能も異なるといった制約があった。
そこで、ベースを交直流電車とした上で非電化線区ではディーゼル機関車による牽引を可能にすることで、新潟地区の非電化線区から電化線区への一貫した走行を可能としつつ、前述の問題を解決することになった。

## 車両
いずれの車両も編成短縮化により余剰となっていたサロ189形を種車とした改造車名目ではあるが、車体は新製されており、種車からは一部の部品が流用されたにすぎない。また制御装置・電動機・台車などの走行機器は、485系1000番台の予備品が使用されたことから、485系の形式番号が付与された。ジョイフルトレインでは初めての交直流電車であり、形式は先頭車がクロ484形とクモロ485形、中間車はモロ484形である。改造は車両構体をそれぞれ近畿車輛（クモロ485）・東急車輛製造（モロ484）・新潟鐵工所（クロ484）で新製し・新津車両所（現在：総合車両製作所新津事業所）で最終的な艤装工事が行われた。この時点では全車両がグリーン車扱いであった。
- 1号車 クロ484-1（旧 サロ189-4）：定員24人（展望車・電源車）
- 2号車 モロ484-1（旧 サロ189-3）：定員30人
- 3号車 クモロ485-1（旧 サロ189-2）：定員27人（展望車）

塗装デザインは、車体下半分を白、上半分をベージュとし、その境目に黄緑・紫（パープル）の帯を入れたものとした。

### 改造内容
車体は、上述のように全て新製である。先頭部分は前面展望を考慮し、「パノラマエクスプレスアルプス」とほぼ同様の形状とした。冷房装置は、全車両とも通勤形電車用のAU75F形集中式冷房装置を搭載した。
集電装置（パンタグラフ）取り付け部分は、建築限界の小さいトンネルが存在する中央東線への乗り入れを考慮した低屋根構造（雨樋より上部をほぼフラット）としたほか、信越本線横川 - 軽井沢間の通過対策（横軽対策）についても施工された。また、日本海縦貫線の気象条件に対応して耐寒耐雪構造を強化しているほか、保安装置としては当初よりATS-P形を装備した。編成両端の連結器は密着自動連結器とした。
客室内は、座席は45度刻みで360度回転が可能なリクライニングシートを2列-1列の配置で設置した。1人がけ座席側の荷物棚は省略された代わりに、2人がけ座席側の荷物棚はハットラック式（蓋付）とした。

#### クロ484-1
1号車に連結される車両で、展望室を有する。展望室はフリースペースとなっており、内側向きにソファーが並べられている。客室の座席は前後8列配置。2号車モロ484-1との間の貫通路は拡幅されている。
本車両の最大の特徴は、非電化線区での運行に対応した4VKT10.5形ディーゼル発電機関を搭載したことで、国鉄・JRの電車でディーゼル発電機関が搭載されるのはこれが初めてである。出力は100kVAで3両分の給電能力を有する。また、本車両には190kVAの出力を有する電動発電機（MG）も搭載しているため、自重は46.5tと、電動車並みの車両重量となった（クモロ485形より重い）。

#### モロ484-1
2号車に連結される車両で、トイレ・洗面所・女性向けドレッサー室を設置する。客室座席は前後10列配置。自重は47.3t。

#### クモロ485-1
3号車に連結される車両で、クロ484-1同様にフリースペースとなった展望室を有するが、本車両では車体中心線から外向きにソファーが並べられている。客室の座席は前後9列配置。自重は45.5t。
- 車内の様子（全て「NO.DO.KA」への改造後）

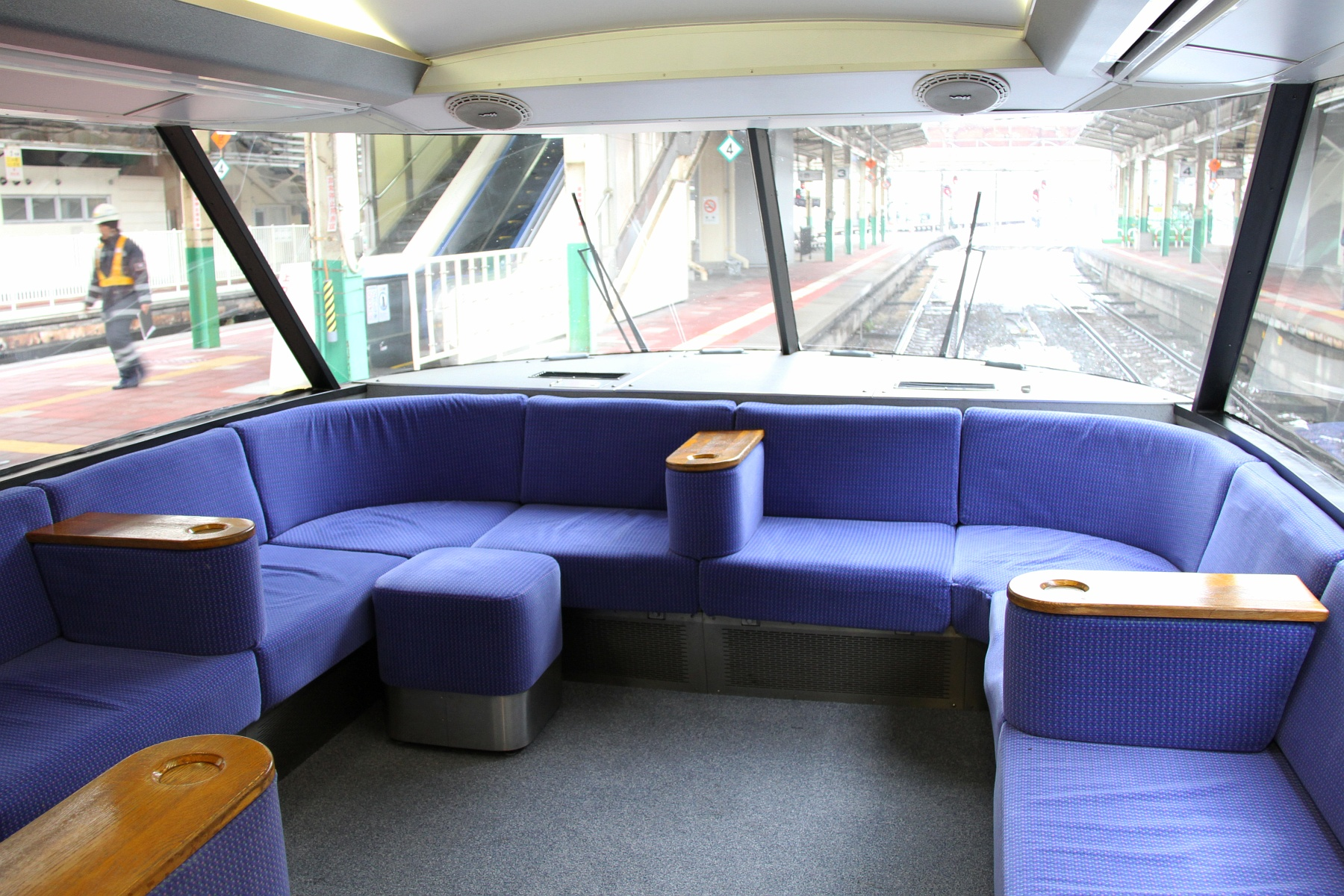
1号車展望席
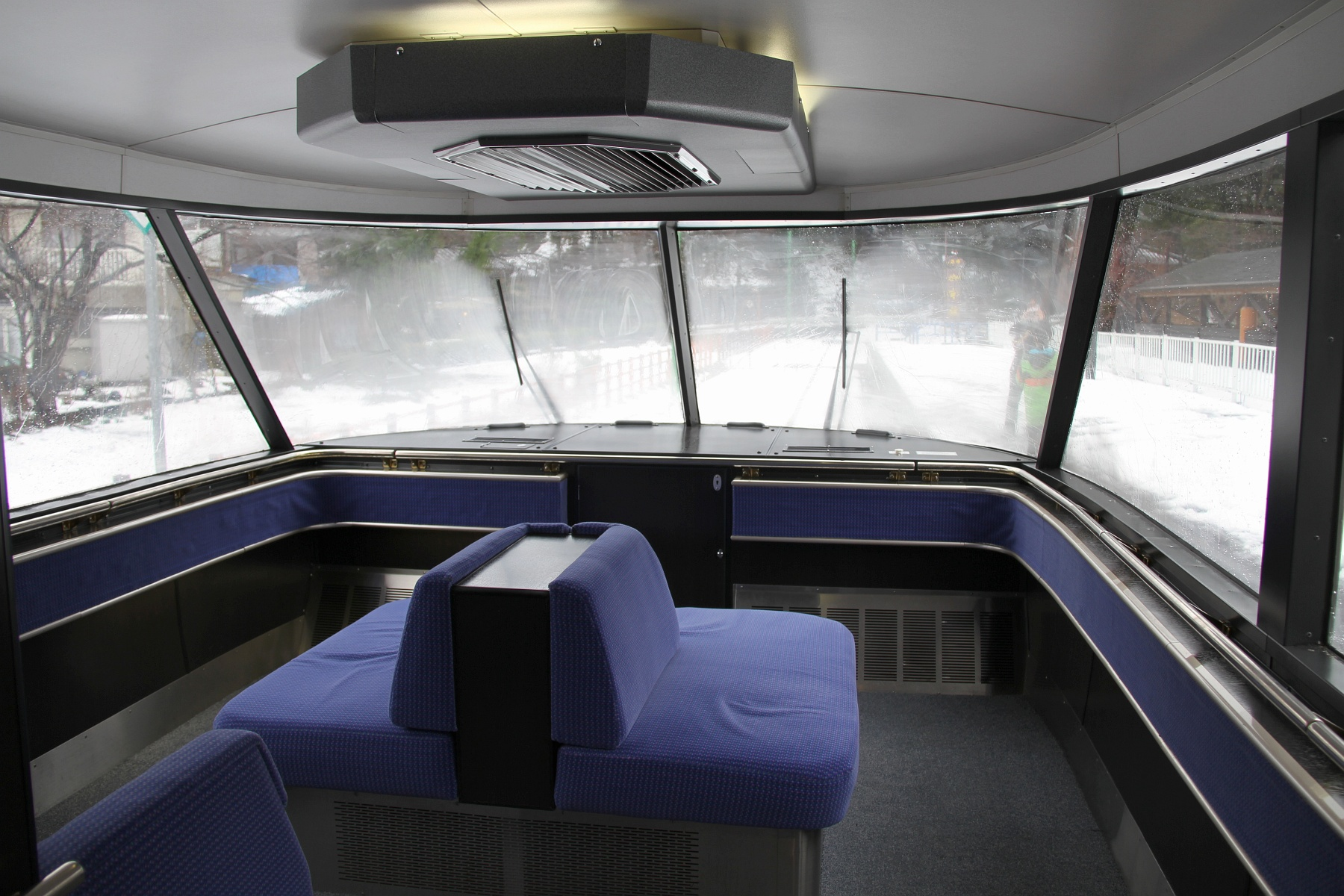
3号車展望席
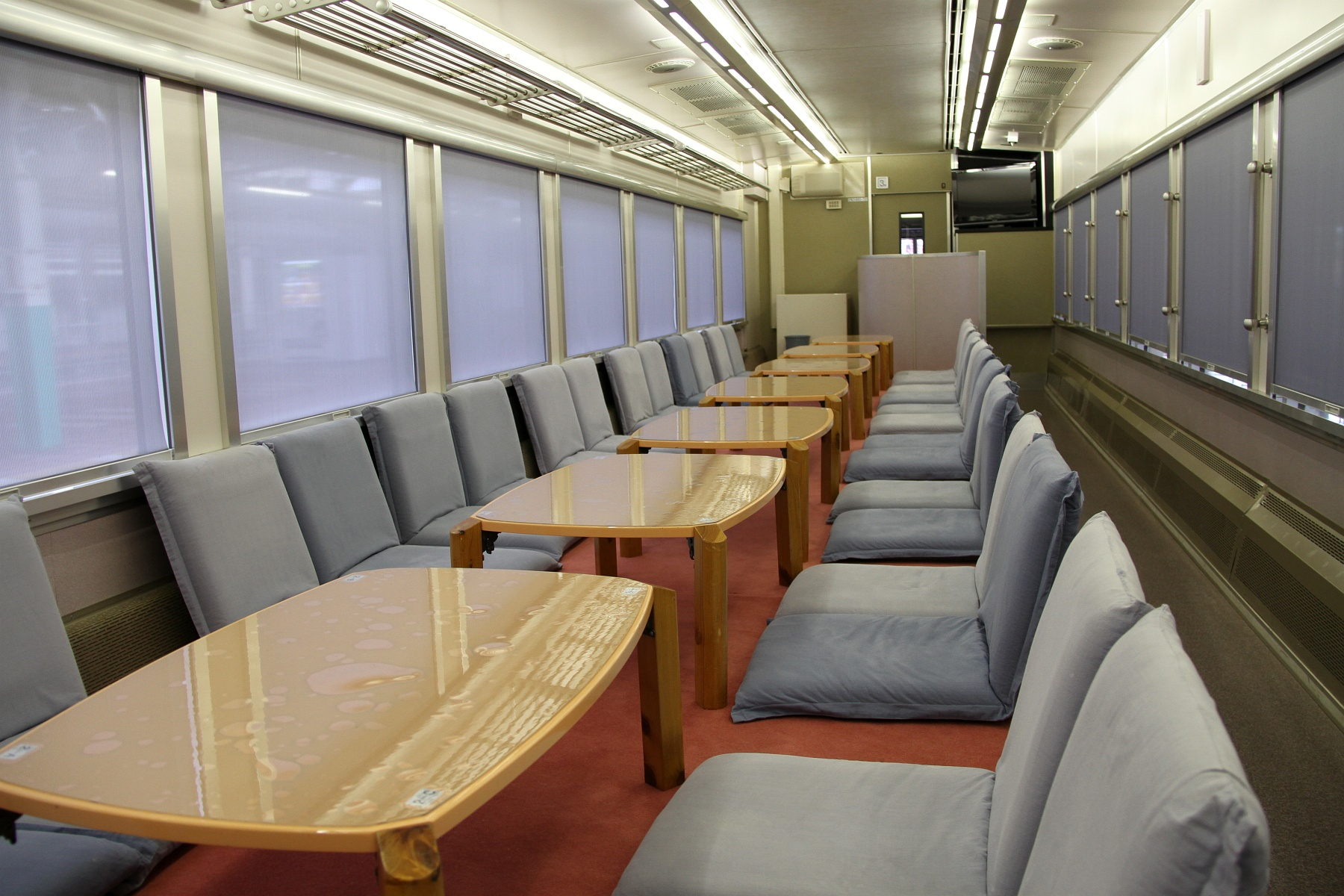
カーペット席（座席をセットした状態）

## 運用

### シルフィード
上沼垂運転区（現在：新潟車両センター）に配置され、1990年9月1日より営業運行を開始し、9月24日には早速磐越西線へDD51の牽引により非電化線区へ乗り入れ、さらに10月には交流電化区間にも入線するなど、車両の特徴を生かした団体専用列車を中心に運用され、さらには東海旅客鉄道や西日本旅客鉄道、北越急行の区間への入線実績もあった。
なお、専用機関車として、DE10 1701がシルフィードカラーに変更されている。
1991年には新潟 - 酒田間で同名の臨時特急にも使用された。
2001年（平成13年）1月には、客室設備はそのままに普通車に格下げされ、次のように改番された。
- 1号車 クハ484-701（旧クロ484-1）：展望車・電源車
- 2号車 モハ484-701（旧モロ484-1）
- 3号車 クモハ485-701（旧クモロ485-1）：展望車

その後、2001年（平成13年）6月24日に信越本線新潟 - 妙高高原間を1往復するさよなら運転を行い、シルフィードしての運用を終了した。

### NO.DO.KA
2001年10月には、カーペット車両に改装し、同時に愛称を「NO.DO.KA」に変更した。この際、便所増設と塗装変更を行い、非電化線区用の発電機器類はそのまま残され、その後も団体専用列車を中心に運用されていた。
2017年7月25日に、新潟支社は「NO.DO.KA」が老朽化に伴い2018年1月中に引退する予定であると発表し、2018年1月7日に臨時団体列車「惜別 NO.DO.KA」をもって運行を終了。1月10日に新宿駅経由で長野総合車両センターへ廃車回送され、1月10日付で廃車された。